# (33560) D'Alessandro
1999 JN23 (asteroide 33560) é um asteroide da cintura principal. Possui uma excentricidade de 0.10540420 e uma inclinação de 7.12411º.
Este asteroide foi descoberto no dia 10 de maio de 1999 por LINEAR em Socorro.